# Buchanan Street
Die Buchanan Street ist eine der meist frequentierten Einkaufsstraßen in Glasgow, der größten Stadt Schottlands. Sie bildet den zentralen Abschnitt des bekannten Glasgower Einkaufsviertels und bietet eine eher gehobenere Auswahl an Geschäften als die anliegenden Straßen, die Argyle Street und die Sauchiehall Street.

## Geschichte der Straße

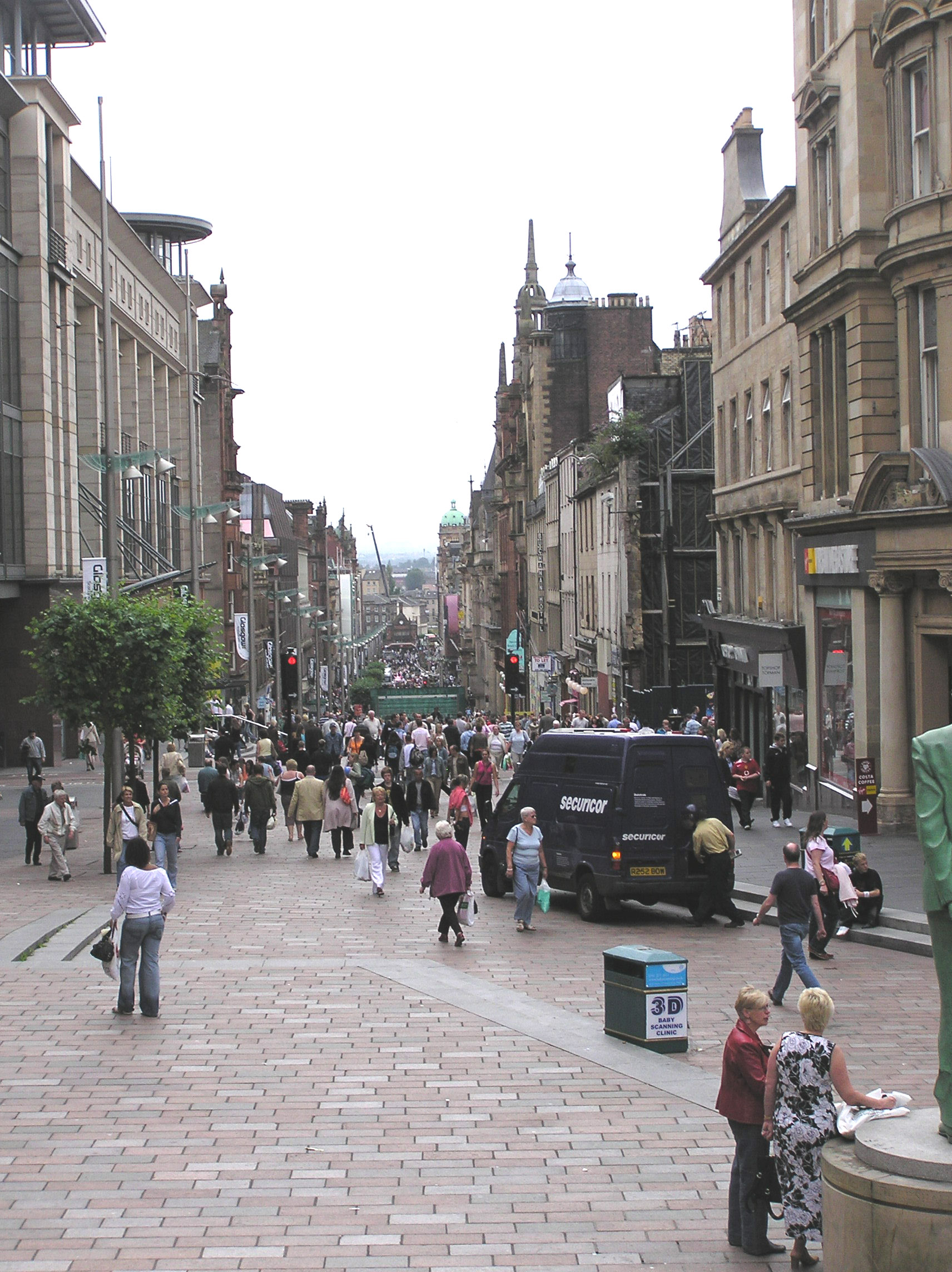
Buchanan Street mit Blick nach Süden zur Argyle Street und dem Fluss Clyde. Der Eingang zur Buchanan Street U-Bahnstation aus grünem Glas ist mittig zu sehen.

Das Lehen für die Buchanan Street wurde erstmals im Jahr 1777 vergeben und die Straße nach dem wohlhabenden Tabak-Lord, Plantagenbesitzer und ehemaligen Glasgower Ortsvorsteher Andrew Buchanan von dem Unternehmen Buchanan, Hastie, & Co. benannt. Er war Eigentümer des Bodens, auf dem die Argyle Street erbaut wurde, bis hin zur Gordon Street im Norden. Als Andrew Buchanan 1759 starb, erbte sein Sohn James Buchanan von Drumpellier (der außerdem zwei Mal Ortsvorsteher war) sein Tabak-Imperium. Nach der Amerikanischen Revolution 1776 machte die Familie große Verluste, was dazu führte, dass sie all ihre Plantagen in Virginia verloren, weshalb die Familienmitglieder in die Textilbranche wechselten und im industriellen Bereich expandierten. Die Verkäufe der Landflächen dienten wahrscheinlich zumindest zum Teil dazu, die ersten Verluste auszugleichen. Sowohl palladianistische Villen, die den Villen aus dem 18. Jahrhundert in der Argyle Street, der Miller Street und der Queen Street ähnelten, als auch andere Reihenhäuser wurden ab den 1790er Jahren entlang der Buchanan Street errichtet, ähnlich dem George Square und dem neuen Royal Exchange Square. Es folgten schon bald Geschäfte, Hotels, Banken, Bürogebäude und Klubs, einschließlich dem Western Club und dem Athenaeum, später bekannt als das Royal Conservatoire of Scotland, zu dem man über den St. George’s Place gelangte. Westlich der Buchanan Street folgten kurz darauf die Bauprojekte Blythswood Hill und Blythswood Square von William Harley und andere.

## Kontroverse
Viele der „Tabak-Lords“ profitierten von dem Einsatz von Sklaven zu ihrer Tabakernte. Im Zuge der Black-Lives-Matter-Bewegung im Jahr 2020 wurden viele der Straßen im Stadtteil Merchant City, die nach Tabak-Lords benannt wurden, von Anti-Rassismus-Protestlern inoffiziell umbenannt.
Demonstranten brachten alternative Straßennamen, die berühmte schwarze Männer und Frauen ehren sollen, neben den offiziellen Straßenschildern an. Die Buchanan Street wurde in George Floyd Street umbenannt, dessen Tod durch die Hände von Polizisten in Minnesota die globale Black-Lives-Matter-Bewegung befeuerte.

## Nachweise
1. ↑  Buchanan Street from The Gazetteer for Scotland. In: www.scottish-places.info. Abgerufen am 10. Juni 2020 (britisches Englisch).
2. ↑  'Glasgow should own up to its dark secret'. In: BBC News. 26. Oktober 2018, abgerufen am 10. Juni 2020 (britisches Englisch).
3. ↑  TheGlasgowStory: Buchanan Street c 1873. In: www.theglasgowstory.com. (englisch).
4. ↑  TheGlasgowStory: Royal Bank of Scotland. In: www.theglasgowstory.com. (englisch).
5. ↑  History – Western Club. In: www.westernclub.co.uk. (englisch).
6. ↑  The Athenaeum, St George`s Place (renamed Nelson Mandela Place) off Buchanan Street, Glasgow. In: www.arthurlloyd.co.uk. (englisch).
7. ↑  Black Lives Matter: Anti-racism campaigners rename streets across Glasgow. In: www.scotsman.com. Abgerufen am 26. Juli 2020 (englisch).
8. ↑  Campaigners rename streets linked to slave owners. In: BBC News. 6. Juni 2020, abgerufen am 26. Juli 2020 (englisch).

Koordinaten: 55° 51′ 44,7″ N, 4° 15′ 12,3″ W